# わくらば日記
『わくらば日記』（わくらばにっき）は、朱川湊人による日本の連作短編推理小説。
人や場所の過去を「見る」ことができる不思議な力を持ち、事件などの解決に協力しながらも夭折した姉・鈴音と過ごした日々が、数十年後の妹の和歌子の視点で語られる。
タイトルの「わくらば」には、草木の若葉を意味する「嫩葉」と、病気になった葉を意味する「病葉」の2つの意味があり、溌剌とした少女・和歌子と病弱な姉・鈴音を暗示している。

## 初出
『野性時代』（角川書店）にて5編が掲載された。
- 追憶の虹（2004年7月号、「虹の記憶」を改題）
- 夏空への梯子（2004年9月号）
- いつか夕陽の中で（2004年11月号）
- 流星のまたたき（2005年1月号）
- 春の悪魔（2005年4月号）

## 登場人物
上条 和歌子（かみじょう わかこ）
どんぐり眼に、胡座をかいたような鼻、眉尻は情けなく下がっており、いつも便所へ行きたいのを我慢しているような顔をしている。姉からは「ワッコちゃん」と呼ばれ可愛がられた。負けん気の強いお転婆な少女で、外では男の子たちと喧嘩ばかりしているが、行儀作法に厳しい母親に常々「どんなに貧しくても品をなくしてはいけない」と言われているため、家では母さま、姉さまと呼んでいる。
上条 鈴音（かみじょう りんね）
和歌子の3歳年上の姉。くっきりとした二重瞼、筋の通った鼻、鳶色の瞳、透き通った白い肌、ほんのり栗色をした髪を持つ美しい少女だった。父親が家を空けていたこともあり、近所の口さがない人々からは外国人との間にできた子だと影で言われた。他人が過去に体験したことや、その場所で過去に起こったことを見られるという不思議な力を持つ。「見る」時は、頭の上に虹のようなものが浮かび、映画のようにその人が見た景色などが見える。幼い頃から体が弱く、中学校にもほとんど行けなかった。力を使いすぎると酷い頭痛がするようになる。27歳の若さで死亡する。
秦野（はたの）
上条姉妹の家の近所の交番勤務のお巡りさん。どことなく三橋美智也に似ている。和歌子にとっては初恋の人でもあったが、ある事件で和歌子から聞いた鈴音の秘密の力をあっさり神楽に教えてしまったのがきっかけで急速に熱が冷めてしまう。少し配慮の足らなさが目立つ。
神楽 百合丸（かぐら ゆりまる）
警視庁の刑事。二重瞼の三白眼で、口紅を塗ったように真っ赤な唇をしており、爬虫類を思わせる顔立ち。「百合丸」という自分の名前を結構気に入っている。鈴音の能力を知り、事件解決への協力を要請する。心根は優しく、力を使った鈴音が酷い頭痛を訴えるようになると気遣ってくれる。
藤谷 茜（ふじたに あかね）
上条家の近所に住む村田のおばさんの家に居候する20歳の女性。過酷な境遇から抜け出し、倒れていたところを村田に助けられ、上条姉妹と神楽によってきっぱりと縁を切ることができた。姉妹の母親から行儀作法を習いながら洋裁を手伝い、和歌子たちとも実の姉妹のように仲良くなる。後頭部に大きな傷跡があり、それを隠すようにスカーフをかぶっている。